# Babybeobachtung

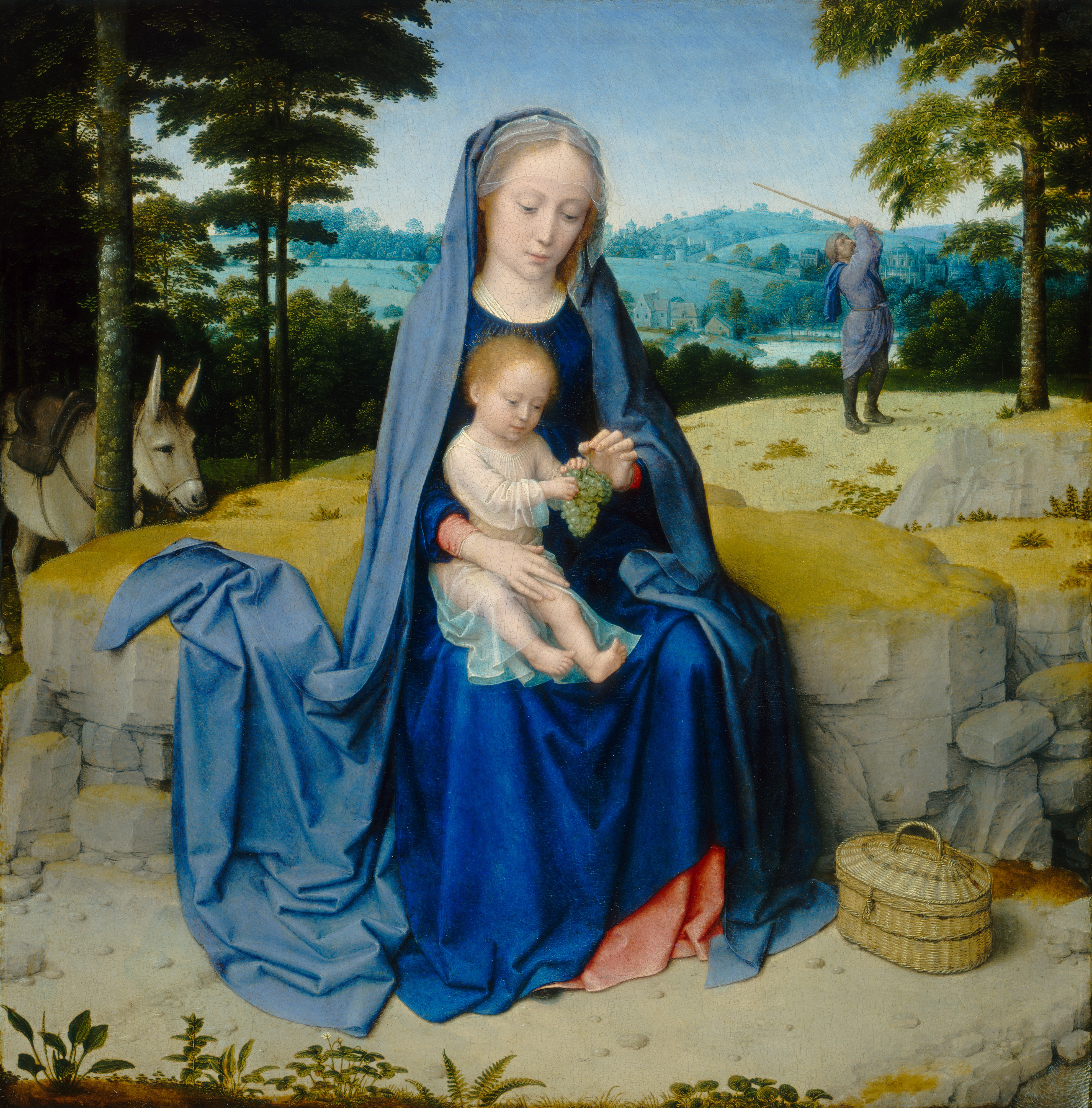
Mutter-Kind-Interaktion. Gerard David, National Gallery of Art

Der Begriff Babybeobachtung (engl. infant observation, auch psychoanalytic infant observation) als Kürzel für eine teilnehmende Säuglings- und Kleinkindbeobachtung bezeichnet ein von der Psychoanalyse entwickeltes Verfahren sowohl zur Säuglings- und Kleinkindforschung als auch zur Ausbildung von Psychoanalytikern und analytischen Kinder- und Jugendlichenpsychotherapeuten. Die theoretischen Grundlagen des Verfahrens verweisen sowohl auf die Bindungs- als auch die Objektbeziehungstheorie.

## Geschichte

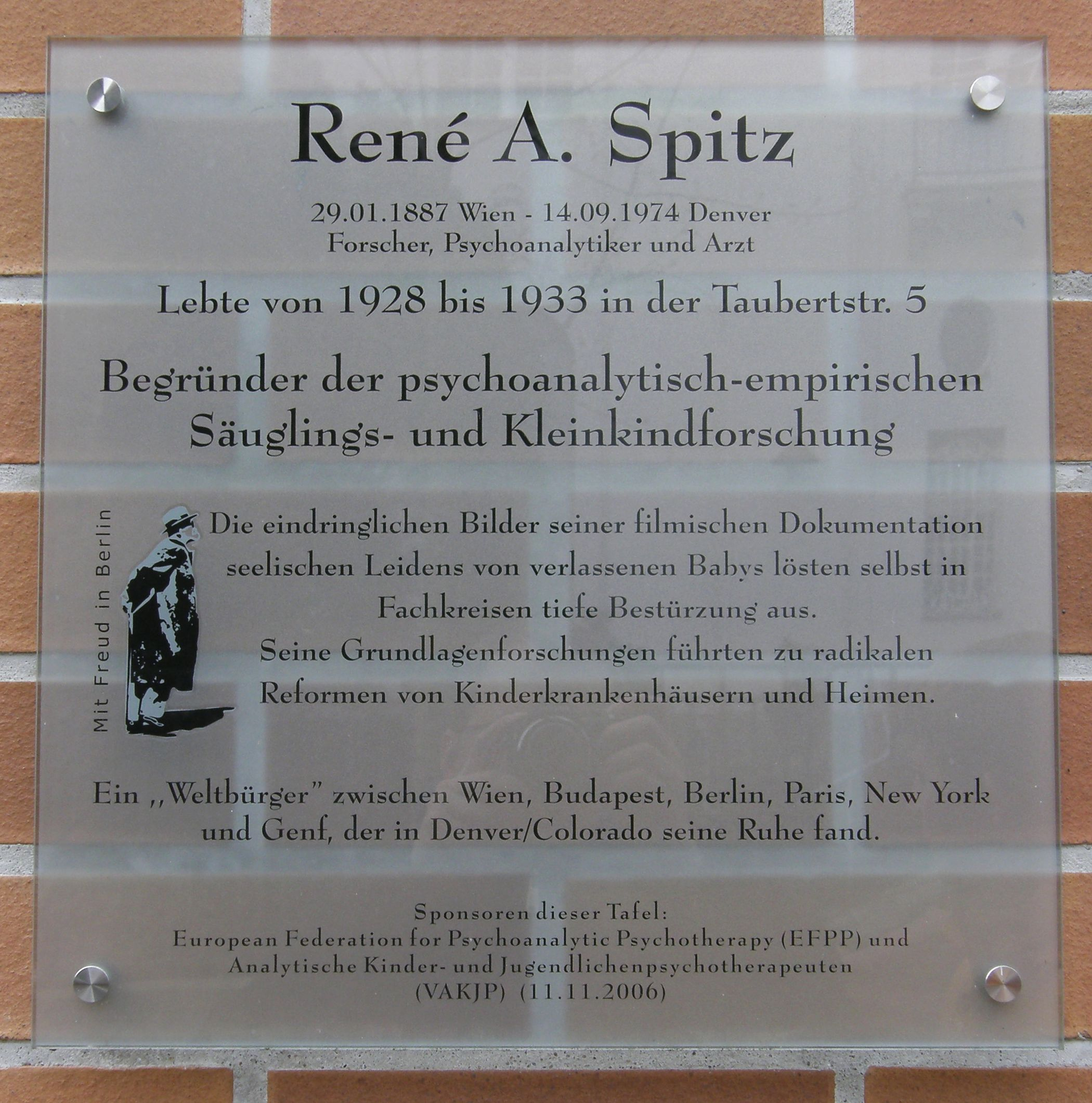
René A. Spitz, „Begründer psychoanalytischer Säuglings- und Kleinkindforschung“. Gedenktafel aus der Reihe Mit Freud in Berlin in der Taubertstraße 5 in Berlin-Grunewald

Die psychoanalytische Babybeobachtung wurde in den späten 1940er Jahren an der Tavistock Clinic in London von der Kinderpsychoanalytikerin Esther Bick – in Zusammenarbeit mit John Bowlby und ergänzt durch die wissenschaftlichen Mitteilungen von Wilfred Bion – entwickelt. Damit nahm die Babybeobachtung ihren Anfang in der British Psychoanalytical Society.
Voraus gingen verschiedene Entwicklungen, die bis in die 1880er Jahre. Fortdauernd in den ersten Jahrzehnten des 20. Jahrhunderts habe es, so der Sozialpsychologe Ulrich Sollmann, „eine Blütezeit von genauer Beobachtung und Dokumentation kindlicher Verhaltensweisen und hierauf aufbauender Rückschlüsse auf die Emotionalität und Psyche des Kindes und seiner Entwicklung“ gegeben. Die in dieser Zeit aktiven Forscher seien als „Pioniere der Säuglingsforschung“ zu verstehen. Im Einzelnen beruft sich Sollmann unter anderem auf William Preyer, der mit seinem 1882 erschienenen Buch Die Seele des Kindes ausführliche Protokolle über die körperliche und geistige Entwicklung eines Kindes von der Geburt bis zum dritten Lebensjahr vorlegte, und auf die Kinderpsychologin Milicent Shinn, die Ende der 1880er Jahre als erste promovierte Frau der University of California teils unter männlichen Pseudonymen publizierte.
Wissenschaft im Kinderzimmer war der Titel eines 2012 vorgelegten Forschungsberichts der Wissenschaftshistorikerin Christine von Oertzen vom Max-Planck-Institut für Wissenschaftsgeschichte. Sie wies in ihrer Abhandlung den Beginn des wissenschaftlichen Interesses an der Entwicklung von Babys und Kleinkindern im letzten Drittel des 19. Jahrhunderts nach, worauf sich Sollmann bezog. Charles Darwin habe, so von Oertzen, zu den ersten Wissenschaftlern gehört, „die als junge Väter ihre Neugeborenen beobachteten und ihre Schlussfolgerungen in Essays veröffentlichten“. Allerdings mussten sich die frühen Forscher auf die Beobachtung ihrer eigenen Kinder beschränken, weil, wie von Oertzen mitteilte, Kinderzimmer „als intimster und weiblicher Bereich bürgerlicher Häuslichkeit“ galten und Zutritt nicht gewährt wurde. Gleichwohl habe sich ein gewisser „Enthusiasmus für die wissenschaftliche Beobachtung von Kindern“ entwickelt, der eine „breite Bewegung“ beförderte, die als Child Study Movement bekannt geworden sei. Aus den genannten Gründen begannen sich in den USA bevorzugt weibliche College-Absolventen zu engagieren, darunter Milicent Shinn (1858–1940), die von Oertzen als „Schlüsselfigur eines Netzwerks von häuslichen Interpretinnen frühkindlicher Entwicklung“ bezeichnete. Zu Beginn in Anlehnung an den physiologischen Ansatz von Preyer sei Shinn bald eigene Wege gegangen, die sich von denen ihrer männlichen Kollegen unterschieden, indem sie ihre Empirie gegen die von Männern entwickelten Theorien setzte. Ihre Methode war die der häuslichen Beobachtung. In fünf verschiedenen Notizbüchern hielt Shinn ihre Beobachtungen fest und sah je eines für physische Sinne, Gefühle, Bewegungsabläufe, Gedächtnis und Neugier und Sprache und Sprachverständnis vor. Auf dem Kongress der National Education Association in Chicago präsentierte sie 1893 erstmals ihre Ergebnisse. Im selben Jahr veröffentlichte sie ihr vierbändiges Hauptwerk Notes on the Development of a Child. Überdies knüpfte sie zahlreiche Kontakte und schuf ein Netzwerk der an der frühkindlichen Entwicklung interessierten Wissenschaftlerinnen und Wissenschaftlern.

„Der sichtbarste Ertrag dieser kontinentalen Unternehmung war Shinns 285-seitiges Werk The Development of the Senses in the First Three Years of Life […]. Mit dieser Veröffentlichung legte Shinn im Jahr 1908 eine erste systematisch vergleichende Untersuchung über die frühkindliche Entwicklung vor. ‚Das Resultat dieses umsichtig zusammengestellten Materials‘, so urteilte eine Rezension im American Journal of Psychology im Jahr 1909 […], ‚ist der vollständigste Beitrag zur frühkindlichen Entwicklung, den die Psychologie bislang hervorgebracht hat.‘“

Im Jahr 1925 veröffentlichte die finnische Ärztin Zaida Eriksson-Lihr, eher bekannt als Allergologin, die Ergebnisse einer empirischen Studie zur Säuglings- und Kleinkindforschung, die sich speziell mit dem Phänomen des Hospitalismus befasste.
Charlotte Bühler schuf als Entwicklungspsychologin in den 1930er und 1940er Jahren ein praxisorientiertes Modell von Verhaltensbeobachtung, das unter dem Namen Wiener Schule bekannt wurde.
Lange bevor sich der Begriff Babybeobachtung etablierte, begann der Psychoanalytiker René A. Spitz, sich systematisch mit der Psychologie des Säuglings zu befassen und legte 1945 und 1946 erste Forschungsergebnisse vor, die schließlich 1965 in sein Buch The First Year of Life mündeten. In deutscher Übersetzung erschien es unter dem Titel Vom Säugling zum Kleinkind im Jahr 1996 in 11. Auflage.
Margaret Mahler legte 1975 mit ihrem Buch The psychological birth of the human infant eine Theorie zur psychischen Entwicklung von Säugling und Kleinkind vor, das drei Jahre später in deutscher Übersetzung unter dem Titel Die psychische Geburt des Menschen herausgegeben wurde. Spitz und Mahler gelten als Wegbereiter der modernen Säuglingsforschung.

## Gegenwart
Zu den modernen Säuglingsforschern sind unter vielen anderen Daniel Stern, Robert N. Emde als Schüler von Spitz, Joseph D. Lichtenberg, Donald Winnicott mit seinen Konzepten vom Übergangsobjekt, John Bowlby als Pionier der Bindungsforschung, Peter Fonagy mit seinem Konzept zur Mentalisierung, Mary Target als Mitarbeiterin von Fonagy, die Entwicklungspsychologin Mary Ainsworth und der Familienforscher Martin Dornes zu rechnen.
Stern interessierte sich insbesondere für die Entstehung des Selbstempfindens und die zwischenmenschlichen Beziehungen von Säugling und Kleinkind. Er legte experimentbasierte Forschungen als Grundlage seiner Entwicklungstheorie vor, für die er allerdings 2006 von seinem französischen Kollegen André Green kritisiert wurde. Martin Dornes wurde 1993 mit seinem Buch Der kompetente Säugling bekannt.
Im August 2018 veröffentlichte das Forum Kinderanalyse auf YouTube ein Interview mit der Kinderanalytikerin Rita Stockmann: Eindrücke aus einer Babybeobachtung. Sie schildert, „wie die Methode der teilnehmenden Säuglingsbeobachtung versucht, das innere Erleben von Babys und Kleinkindern zu erforschen“, ergänzt durch den Einzelfall eines Babys, das eine Woche lang von seiner Mutter getrennt war.
Der Träger der Tavistock Clinic – The Tavistock and Portman NHS Foundation Trust – lud im Jahr 2020 auf seinem YouTube-Kanal ein anderthalbstündiges Video unter dem Titel In the footsteps of Bick: Continuing the legacy of infant observation hoch, in dem in Erinnerung an die Pionierin Bick über Erfahrungen mit der Babybeobachtung berichtet wird.
Vom Tavistock and Portman NHS Foundation Trust wurde anlässlich seines hundertjährigen Jubiläums ein interaktives Tool (Werkzeug) für an der Babybeobachtung Interessierte zum Download bereitgestellt. Es ist Ergebnis einer Forschungsarbeit, die aus dem Journal of Infant Observation einflussreiche Veröffentlichungen der vergangenen zehn Jahre auswertete und systematisierte. Diese Quellen sollen neben beigegebenen Hyperlinks zu Artikeln und audiovisuellen Ressourcen zur Bearbeitung neuer Forschungsfragen anstiften.
Längst ist die Babybeobachtung nicht mehr auf die Psychoanalyse und ihre Fortentwicklungen begrenzt. Ulrich Sollmann beispielsweise befasste sich mit dem Thema aus Sicht der Körperpsychotherapie.
Unter dem Titel Von der Infant Observation zur Altersforschung übertrug Kathrin Trunkenpolz mit ihren Kollegen das Modell der Babybeobachtung nach dem Tavistock-Konzept im Kontext von Forschung auf die Beobachtung von alten Menschen mit Demenz und wies auf einen erheblichen Forschungsbedarf mit dieser Methode auch in diesem Zusammenhang hin.

## Methode
Im Rahmen der Säuglingsbeobachtung wird ein Baby bei seiner Interaktion mit seinen primären Bezugspersonen in seiner familiären Umgebung für die Dauer seines ersten Lebensjahres beobachtet. Beginnend in der Regel kurz nach der Geburt erstreckt sich der Beobachtungszeitraum mitunter auch über die ersten beiden Lebensjahre. Beobachtet wird üblicherweise eine Stunde pro Woche, stets zur gleichen Zeit bei ausschließlich physischer Präsenz. Anders als bei der teilnehmenden Beobachtung beteiligt sich der Beobachtende nicht an der Interaktion zwischen dem Baby und seinen Bezugspersonen und hält die reine Beobachterposition konsequent ein. Das Beobachtete wird hinterher protokolliert.
Im Rahmen von Ausbildungen werden die Ausbildungskandidaten gemeinhin durch Supervision und oft auch durch Balint-Gruppen begleitet.
Ziel der Babybeobachtung im Rahmen von Ausbildungen ist eine Schärfung der Beobachtungsgabe für die beobachteten Vorgänge und das eigene Erleben dabei. Im Vordergrund steht die Entwicklung einer psychoanalytischen Haltung. Es gilt, sich für die seelischen Prozesse und Ängste von Baby und Mutter oder anderen Familienangehörigen zu sensibilisieren.
Unter der Schirmherrschaft der Tavistock Clinic haben Fortentwicklungen der Kurse zur Babybeobachtung, an der sich zunehmend mehr psychoanalytische Institutionen weltweit beteiligten, eine Möglichkeit zur postgradualen Qualifikation hervorgebracht. Sie bietet eine Grundlage für die klinische Arbeit in der Eltern-Kind-Psychotherapie. So wurden nicht nur in Deutschland, sondern beispielsweise auch in New York an der Columbia-Universität entsprechende Kurse eingerichtet.
Gabriele Häußler, analytische Kinder- und Jugendlichen-Psychotherapeutin, Mitarbeiterin der Stuttgarter Babyambulanz und Herausgeberin der Fachzeitschrift Analytische Kinder- und Jugendlichen-Psychotherapie gab 2015 unter dem Titel Psychoanalytische Säuglingsbeobachtung und Säuglings-Kleinkind-Eltern-Psychotherapie einen Sammelband zum Thema heraus. In ihrem Editorial erwähnt sie den Psychoanalytiker Ross A. Lazar, der die Bedeutung der Babybeobachtung auch als Forschungsinstrument hervorhebt. Auch weist sie unter anderem auf einen Beitrag von Agathe Israel hin, die sich speziell mit der Beobachtung von Frühgeborenen befasste. Über einen Beitrag von Maria Knott wird deutlich, dass erst mit einer fundierten Säuglingsbeobachtung die Therapieplanung für eine professionelle Säuglingsbehandlung möglich wird.

## Kritik
Ausgehend von den Anfängen der Babybeobachtung und ihren Fortentwicklungen haben einzelne psychoanalytische Institute eigene Konzepte entwickelt, wie beispielsweise das im Jahr 2001 von Jutta Kahl-Popp vorgestellte Kieler Modell einer Familienbeobachtung. Einleitend fasst Kahl-Popp einige Kritik an der Babybeobachtung zusammen. Der Beobachter sei „Eindringling in den Intimbereich der Familie“. Paarbeziehung und Säugling könnten dadurch gestört werden. Auch könne das unbewusste Interesse der Eltern an der Babybeobachtung pathologisch sein. Mitunter werde der Vater nicht hinreichend berücksichtigt. Würde kein fester Rahmen vorgegeben und eingehalten, könnten sich die Eltern mit ihren Beziehungskonflikten an den Beobachter wenden, wozu die Babybeobachtung nicht da sei.
Unter dem Titel Und wer denkt an das Baby? legte Christiane Ludwig-Körner, bis 2012 Leiterin der Eltern-Säuglings-Beratungsstelle an der Fachhochschule Potsdam, im Jahr 2015 ihre Kritik an der Methode vor, die inzwischen Standardmethode in der psychoanalytischen Ausbildung für Kinder- und Jugendlichenpsychotherapeuten geworden sei. Sie schlug Modifikationen vor und empfahl, die Säuglingsbeobachtung um videoanalytische Babybeobachtungen zu erweitern. Zwei Jahre später entgegnete Maria Knott unter dem Titel Alle denken an das Baby, Ludwig-Körner habe einen „polemischen Unterton“ und den Beobachter als egoistischen Ausbildungskandidaten „eingeführt“, „der für seine spätere Arbeit profitieren“ wolle und dafür in Kauf nehme, „für das Kind ein traumatisierender »ghost in the nursery«“, also eine Art Geist in der Pflege des Kindes zu sein. Dieser Vorwurf hat u. a. damit zu tun, dass der Beobachter nicht interagieren dürfe.

## Fachzeitschrift
Als wissenschaftliches Organ wird mit drei Ausgaben pro Jahr eine englischsprachige Zeitschrift herausgegeben: Infant Observation. International Journal of Infant Observation and its Applications. Editorin ist Trudy Klauber von der Tavistock Clinic. Einige Artikel sind als Open Access frei zugänglich. Zur Qualitätssicherung gibt es Peer-Reviews. Inhaltlich widmen sich die Publikationen verschiedenen Forschungsarbeiten, stellen Fallstudien vor und befassen sich mit verschiedenen Anwendungen der Babybeobachtung.